# 球角長朽木蟲科
球角朽木蟲科（Archeocrypticidae）是屬於鞘翅目昆蟲中的一個小類群，雖然牠們並沒有傳統的英文俗名，近代的學者多以 cryptic fungus beetles 來作為本科昆蟲的英文俗名。成、幼蟲似乎皆為食腐性昆蟲，並且都被發現於腐植物中。全球已有約 10 個屬，一共 50 個種被發現。大部分的種類分布在泛熱帶界。其中Enneboeus caseyi這個種類在美國南部、墨西哥以及中美洲都有記錄。Enneboeus和Australenneboeus這兩個屬約有20個種在澳洲被發現。

## 外部連結
- 維基物種上的相關：球角長朽木蟲科